# Alfredo Pigna
Alfredo Pigna (Napoli, 6 giugno 1926 – Roma, 19 novembre 2020) è stato un conduttore televisivo, sceneggiatore e telecronista sportivo italiano.

## Biografia
Nato il 6 giugno 1926, visse a Guardia Sanframondi con la famiglia. All'età di 14 anni perse il padre Corrado, ingegnere, che morì il 16 dicembre 1940 in Libia, a Tobruk. Dopo la morte del padre, si trasferì, con la mamma Anna e tre sorelle, a Napoli. Negli anni difficili della seconda guerra mondiale fa tutti i lavori: dallo scaricatore di porto al marinaio al camionista (il suo primo romanzo, Baid, è ambientato proprio negli anni della guerra). 

Nel 1949 conseguì la laurea in Legge; l'anno dopo si trasferì a Milano con il desiderio di fare lo scrittore o il giornalista. Il primo giornale con cui collaborò fu «Milano-Sera», un quotidiano del pomeriggio. Dopo un solo mese di prova divenne giornalista professionista e venne assunto a tempo pieno. I quotidiani del pomeriggio vivevano di cronaca nera e giudiziaria. Una serie di esclusive sullo scandalo valutario valsero a Pigna la promozione ad inviato. Pigna divenne una firma di punta con lo scoop sulle ragazze squillo a Milano. Il settimanale «Le Ore» si assicurò l'esclusiva e pagò il giornalista un milione di lire. Coi soldi guadagnati si comprò una casa, dove andò ad abitare con la moglie Liliana Barella, che sposò nel giugno 1953. La coppia ebbe due figli: Cinzia (medico) e Corrado (ingegnere).
Nell'estate del 1953 «Milano sera» chiuse ma Pigna non restò disoccupato per molto: accettò un'offerta di Giangiacomo Feltrinelli per lavorare in un quotidiano che riprendeva la formula di «Milano-Sera». Purtroppo Feltrinelli dopo pochi mesi cambiò idea e si dedicò ad altre attività. Avendo saputo che Pigna era nuovamente disponibile, Gaetano Afeltra, appena nominato direttore del «Corriere d'Informazione», l'edizione pomeridiana del «Corriere della Sera», lo mise sotto contratto. Pigna lavorò in via Solferino dal 1954 al 1965 come redattore di cronaca giudiziaria. Un suo articolo sulla tragedia di una corriera che era precipitata in un burrone fu pubblicato in prima pagina, poiché Pigna era arrivato sul luogo prima degli altri cronisti. Dino Buzzati notò il pezzo e propose a Pigna di scrivere anche sulla «Domenica del Corriere», rivista da lui diretta. Pigna accettò e divenne, oltre che redattore, il tramite di Buzzati coi principali editorialisti della «Domenica». Conobbe così Indro Montanelli e altre grandi firme del «Corriere». Buzzati affidò a Pigna la rubrica "I potenti che nessuno vede mai" con l'obiettivo di avvicinare i dirigenti delle maggiori industrie del Paese, che solitamente impedivano alla stampa di entrare nella propria vita privata. Pigna riuscì a vincerne la riservatezza e ottenne di intervistarli nelle loro case (questi articoli furono raccolti nel libro Miliardari in borghese con la prefazione firmata da Dino Buzzati). Il sodalizio di Pigna con Buzzati durò dieci anni. Pigna ne fu arricchito sia sul piano professionale che su quello umano. Durante questo periodo fu promosso prima caporedattore, poi vicedirettore del settimanale.
Nel 1964 l'editore sciolse il duo: Buzzati dovette dedicarsi completamente al «Corriere» mentre Pigna fu mandato a Roma a dirigere «La Tribuna illustrata». Pigna fece bene anche nella capitale: nei cinque anni della sua direzione le vendite furono più che raddoppiate (il settimanale, che vendeva 48 mila copie, crebbe fino a 120 mila copie). Ma l'editore, la famiglia Crespi, non vide di buon occhio la performance della «Tribuna»: ora era diventata un concorrente troppo pericoloso per la «Domenica del Corriere». Nel 1969 la paradossale decisione dell'editore: la testata fu mutata senza preavviso in «T-7» e poi venne chiusa. Deluso, Pigna lasciò il gruppo della famiglia Crespi.
L'anno dopo entrò alla Rai e quando Enzo Tortora lasciò la guida della La Domenica Sportiva, principale trasmissione sportiva della Tv di stato, fu scelto come suo successore. Pigna condusse il programma dal 1970 al 1974 e di nuovo dal 1982 al 1986.
Oltre alla conduzione in tv, Pigna è stato un ottimo telecronista: ha legato la sua carriera allo sci alpino, prima come vice di Guido Oddo, poi come cronista dello sci alpino femminile (sua la telecronaca dell'oro di Paoletta Magoni a Sarajevo nel 1984), e infine di quello maschile. Ha raccontato i primi passi della valanga azzurra e quelli di Alberto Tomba sin dai primi successi nel 1987, passando per le storiche imprese ai giochi olimpici di Calgary del 1988 (il doppio oro del campione bolognese).
È stato anche sceneggiatore: ha scritto con Dino Buzzati la sceneggiatura del film Il fischio al naso diretto da Ugo Tognazzi e tratto da un racconto dello scrittore bellunese. Sempre con Buzzati ha firmato la sceneggiatura del Viaggio di G. Mastorna, un progetto sempre sognato da Federico Fellini ma mai realizzato. Nel 1974 è anche apparso, nel ruolo di se stesso, nel film L'arbitro.

## Opere
Elenco parziale:
- Baid
- Il romanzo delle Olimpiadi (Milano, 1965)
- Miliardari in borghese (Milano, 1966)
- A pugni nudi. Il romanzo della boxe (Milano, 1972)
- I padroni della Domenica (Torino, 1973)
- I re del ring (Milano, 1973)